# بوریس بوریسوویچ روتنبرگ
بوریس بوریسوویچ روتنبرگ (روسی: Борис Борисович Ротенберг؛ زادهٔ ۱۹ مهٔ ۱۹۸۶) بازیکن فوتبال روس‌تبار یهودی اهل فنلاند است.
از باشگاه‌هایی که در آن بازی کرده‌است می‌توان به باشگاه فوتبال شینیک یاروسلاول، باشگاه فوتبال دینامو مسکو، باشگاه فوتبال خیمکی، باشگاه فوتبال روستوف، باشگاه فوتبال اسپارتاک ولادی‌قفقاز، باشگاه فوتبال کوبان کراسنودار، باشگاه فوتبال ساترن رامنسکویه، و باشگاه فوتبال زنیت سن پترزبورگ اشاره کرد.
وی همچنین در تیم ملی فوتبال فنلاند بازی کرده‌است.